# Zuluia abscissa
Zuluia abscissa är en kackerlacksart som först beskrevs av Walker, F. 1868.  Zuluia abscissa ingår i släktet Zuluia och familjen jättekackerlackor. Inga underarter finns listade i Catalogue of Life.